# Jan Zborovský
Jan Zborovský (* 16. května 1915 Šindlovy Dvory – ?) byl český varhaník a hudební skladatel.

## Život
Po maturitě na gymnáziu v Českých Budějovicích vystudoval tamtéž bohoslovecký ústav. Stal se varhaníkem a ředitelem kůru v katedrále sv. Mikuláše. Neměl žádné oficiální hudební vzdělání. Věnoval se převážně chrámové hudbě.

## Dílo (výběr)
- Pastorální mše
- Česká pastorální mše
- České requiem
- Stabat Mater
- Dolorosa (oratorium)
- Veliká noc (oratorium)
- Z rodného kraje (5 symfonických obrázků)
- moteta a sbory